# مورچه‌های مخملی
مورچه‌های مخملی (نام علمی: Mutillidae) نام یک تیره از فروراسته زنبورهای نیش‌دار است. زنبورهای بدون بال را صرف نظر از نام‌شان، دربر می‌گیرد. نوع ماده این حشرات به مورچه‌های پرمو و بزرگ شباهت دارند. این نوع حشره که در کشور شیلی یافت می‌شود بیشتر به دلیل نیش‌های دردناکش به شهرت رسیده به طوری که گاهی آنها را مورچه گاوی یا گاوکش نیز می‌نامند. نمونه‌های سیاه و سفید آن را گاهی به عنوان مورچه پاندا می‌شناسند چرا که رنگ پرزهای بدن شان این حشرات را به پانداهای بزرگی چینی شبیه کرده‌است.